# Paul Osborn
Pour les articles homonymes, voir Osborn.
Paul Osborn (4 septembre 1901-12 mai 1988) est un dramaturge et scénariste américain principalement connu pour avoir écrit l'adaptation à l'écran de À l'est d'Éden, South Pacific, Jody et le Faon, Le Monde de Suzie Wong et de Sayonara.